# Frauke Petry
Frauke Petry, geboren als Frauke Marquardt (Dresden, 1 juni 1975), is een Duits politica. Tussen 2015 en 2017 was Petry politiek leider van Alternative für Deutschland (AfD). Hierna was ze lid van de mede door haar opgerichte Blaue Partei tot deze in 2019 werd opgeheven.

## Loopbaan
In 1995 rondde Petry het gymnasium in Bergkamen af. Daarna studeerde ze van 1995 tot 1998 met een beurs scheikunde aan de universiteit van Reading, Groot-Brittannië. Vervolgens behaalde ze in het jaar 2000 haar masterdiploma aan de Georg-August-Universität Göttingen. Tijdens haar studie liep ze stage bij Schering AG en Bayer.
Petry promoveerde in 2004 tot doctor magna cum laude te Göttingen op een proefschrift getiteld: Charakterisierung eines neuen ATP-binding-cassette Transporters aus der ABCA-Subfamilie.
In 2007 richtte Petry een eigen onderneming op: PURInvent GmbH. Het bedrijf produceert een kunststof uit polyurethaan voor het herstellen van autobanden. Tot 2011 had het bedrijf negen medewerkers.
Het bedrijf raakte in 2013 in financiële moeilijkheden en moest in datzelfde jaar een insolventieregeling aanvragen bij de bank. Het bedrijf werd in 2014 door durfkapitalisten opgekocht en ging verder onder de naam PURInvent Systems GmbH. Petry bleef directrice.

## Politieke carrière
Petry was sinds de oprichting van de AfD in februari 2013 partijlid. Tijdens de eerste landelijke partijdag van 14 april 2013 werd Petry verkozen tot een van de drie officiële woordvoerders van de partij, naast Bernd Lucke en Konrad Adam. 
Tijdens een stemming op de landelijke partijdag in Essen werd Petry met overgrote meerderheid tot landelijke partijvoorzitster benoemd. De oprichter van de partij, Lucke, besloot hierop om de partij te verlaten.
Tijdens de Bondsdagverkiezingen van 2013 was Petry lijsttrekker van de AfD in Saksen. Ook tijdens de landdagverkiezingen van 2014 was ze lijsttrekker. Na de verkiezingen trad ze toe tot de landdag van Saksen.
Op 19 april 2017, in aanloop naar de Duitse Bondsdagverkiezingen 2017, maakte ze bekend zich terug te zullen trekken als kandidaat-lijsttrekker voor de AfD op grond van politieke meningsverschillen over de koers van de partij. Zij wilde aansturen op samenwerking met andere partijen om later eventueel kans te maken op deelname aan de Bondsregering, maar de meerderheid van de leden gaf de voorkeur aan felle oppositie tegen de gevestigde partijen. Bij het partijcongres van 23 april 2017 werd deze strijd definitief in haar nadeel beslecht. Ze bleef wel partijvoorzitter.
Bij de Bondsdagverkiezingen werd Petry met 37,4% van de stemmen verkozen als afgevaardigde van het district Sächsische Schweiz-Osterzgebirge. Een dag na de verkiezingen maakte ze tot ieders verrassing bekend niet te zullen toetreden tot de fractie van de AfD, maar als eenmansfractie zitting te nemen in de Bondsdag.
Nadat ze enkele weken partijloos bondsdaglid was geweest, maakte ze bekend namens Die blaue Partei verder te gaan.
Petry is lid van de Saksische Gleichstellungsbeirat, het Duitse equivalent van de commissie gelijke behandeling.

## Persoonlijk
Petry groeide op in Schwarzheide, Brandenburg, als dochter van een ingenieur en een scheikundige. In 1992 verhuisde het gezin naar Bergkamen in Noordrijn-Westfalen. 
Petry is Evangelisch-Luthers gedoopt. Ze was 14 jaar getrouwd met een predikant en kreeg met hem vier kinderen. Het gezin woonde in de domineeswoning van de wijk Tautenhain in Frohburg, Saksen.
In 2015 werd bekend dat Petry ging scheiden van haar man. Petry liet op hetzelfde moment aan de AfD-leden weten een relatie te hebben met een van haar naaste medewerkers binnen de AfD, Marcus Pretzell. In december 2016 trouwde ze met Pretzell. In 2017 beviel Petry van een zoon.
- Gemeinsame Normdatei: 129518689
- International Standard Name Identifier: 0000 0000 2801 7307
- Library of Congress Control Number: nb2023013217
- Nationale Bibliotheek van Polen: a0000003348579
- Virtual International Authority File: 6013452
- WorldCat: E39PBJkXBDwvhfRtJm4xG48grq